# Dichorragia ishigakianus
Dichorragia ishigakianus är en fjärilsart som beskrevs av Shirôzu 1952. Dichorragia ishigakianus ingår i släktet Dichorragia och familjen praktfjärilar. Inga underarter finns listade i Catalogue of Life.